# Groß Gerungs
Groß Gerungs est une commune autrichienne du district de Zwettl en Basse-Autriche.